# Rosa María Bianchi
Rosa María Bianchi  (Buenos Aires, Argentína, 1948. február 18. –) argentin-mexikói színésznő.

## Élete és pályafutása
1948. február 18-án született Buenos Airesben.
Karrierjét 1981-ben kezdte. Hozzáment Luis de Tavira színházi rendezőhöz, de később elváltak. Két gyermekük született: José María és Julián.

## Filmográfia

### Sorozatok
- Gritos de muerte y libertad (2010) - María Ignacia Escalada (epizód "Sangre que divide")
- Mujeres asesinas (2008-2009-2010) - Sofía Capellan
- Amor mío (2006-2007) - Maggie Casadiego
- Vecinos (2005) - Señora Olvera
- Mujer, casos de la vida real (1995) - Cuca (epizód "No te dejes engañar") (egyéb epizódok 1994-2001)
- Hora marcada (1989) - Amalia (epizód "Suplantación")

### Telenovellák
- Yago (2016) - Melina
- Yo no creo en los hombres (2014) - Úrsula de la Vega vda. de Santibáñez
- Mentir para vivir (2013) - Guadalupe
- A végzet hatalma (La fuerza del destino) (2011) - Lucrecia Curiel de Lomelí
- Alborada (2005) - Magdalena de Iturbe y Pedroza
- Alegrijes y rebujos (2003) - Helga Aguayo
- La otra (2002) - Lupita Ibáñez
- Navidad sin fin (2001) - Josefina
- Sin pecado concebido (2001) - Dra. Carmen Albán
- Mujer bonita (2001) - Carolina
- Barátok és szerelmek (Locura de amor) (2000) - Clemencia Castañón
- Infierno en el paraíso (1999) - Dolores
- A vipera (La mentira) (1998) - Sara Fernández Negrete
- Pueblo chico, infierno grande (1997) - Porfiria Cumbios
- Canción de amor (1996) - Alina
- Caminos cruzados (1994) - Alicia
- Sueño de amor (1993)
- Vida robada (1991) - Irene Avelar
- Carrusel (1989) - Claudia de Palillo
- Mi pequeña Soledad (1990) - Piedad Fernández
- Teresa (1989) - Rosa Molina
- El extraño retorno de Diana Salazar (1988) - Malena Salazar Obregón
- Monte calvario (1986) - Esther
- Cuna de lobos (1986) - Bertha Moscoso / Michelle Albán / Lucrecia Albán Moscoso

### Filmek
- Sultanes del sur (2007) - Mamá
- Morirse en Domingo (2006) - Laura
- Fuera del cielo (2006) - Señora García Luna
- Sexo impostor (2005)
- Dos tragedias (2004)
- Nicotina (2003) - Carmen
- Las lloronas (2004) - Francisca
- Por la libre (2000)
- Amores perros (2000) - Tía Luisa
- Libre de culpas (1997)
- Los vuelcos del corazón (1996)
- Miroslava (1993) - Sofía
- Peló gallo (1990)
- Hotel Villa Goerne (1981)

### Színház
- Mujeres que soñaron caballos
- La forma que se despliega
- Buenas Noches, Mamá (2010) - Thelma
- Una canción apasionada
- La honesta persona
- La divina Sarah